# Enrique Juncadella Ferrer
Enrique Juncadella y Ferrer (Barcelona, 1909-2005), marqués de Puerto Nuevo, fue un médico español especialista en cardiología. 
Se doctoró con una tesis dirigida por Francisco Ferrer Solervicens y posteriormente amplió estudios en París. Una vez regresado, se dedicó a la medicina interna y se centró en la cardiología.
Fue un gran semiólogo, rasgo que se reconoce en el epónimo médico que lleva su nombre, el "punto de Juncadella Ferrer". Denomina la cuarta unión condro-costal izquierda, que, según el clínico, desencadenaría dolor en los dolores retroesternales de tipo neurótico. 